# Woodham Mortimer
Woodham Mortimer – wieś i civil parish w Anglii, w hrabstwie Essex, w dystrykcie Maldon. Leży 11 km na wschód od miasta Chelmsford i 57 km na północny wschód od Londynu. W 2011 roku civil parish liczyła 641 mieszkańców. Woodham Mortimer jest wspomniana w Domesday Book (1086) jako Odeham.